# University of California Press

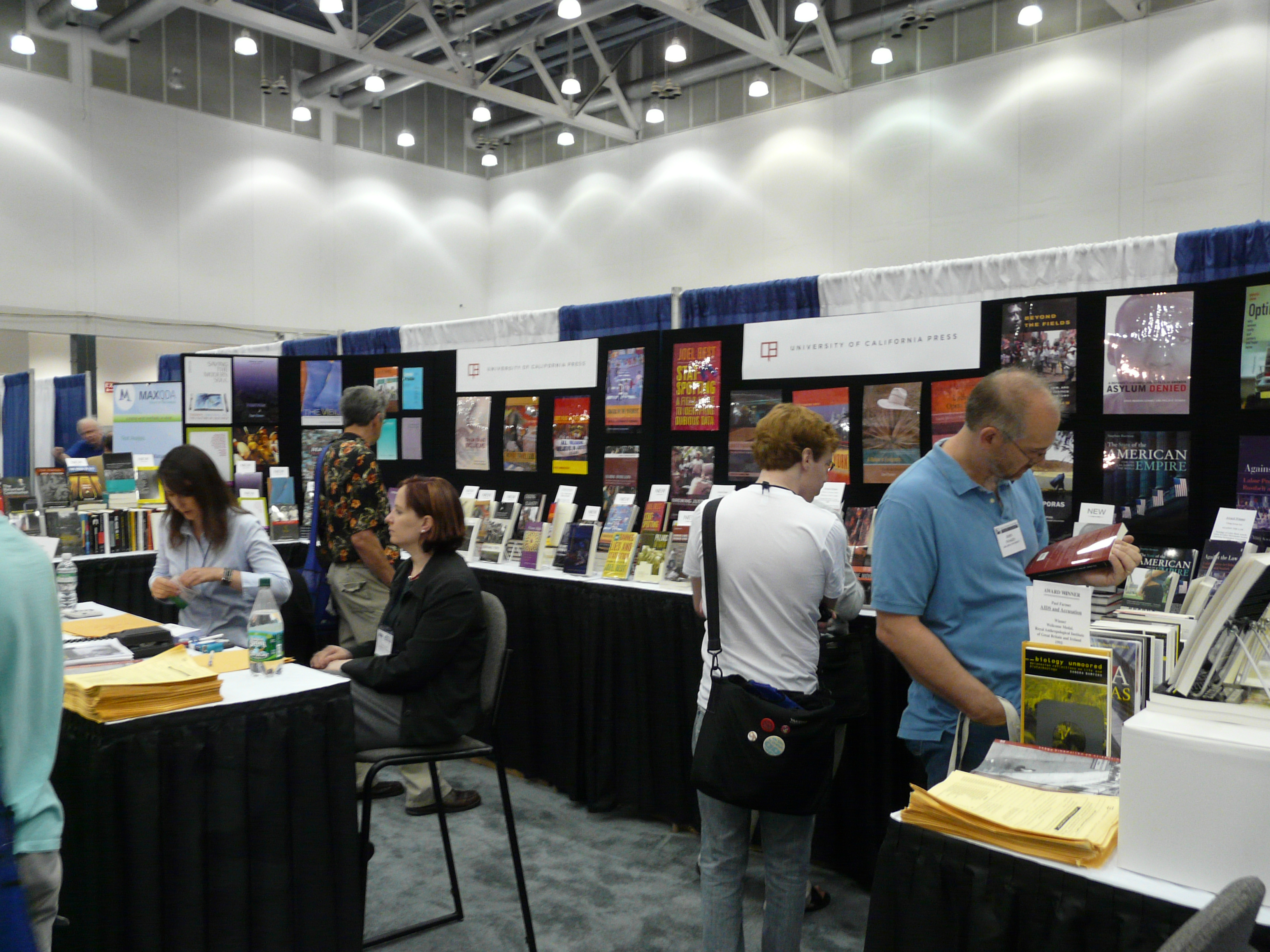
Sala de conferência em 2008

University of California Press, também conhecida como UC Press, é uma editora associada à Universidade da Califórnia que se dedica à publicação acadêmica. Foi fundada em 1893 para publicar trabalhos acadêmicos e científicos pelo corpo docente da Universidade da Califórnia, fundada 25 anos antes em 1868, e está oficialmente sediada no principal campus da Universidade em Berkeley, Califórnia, desde a sua criação.
Como o braço de publicação sem fins lucrativos do sistema da Universidade da Califórnia, a UC Press é totalmente subsidiada pela Universidade e pelo Estado da Califórnia. Um terço de seus autores são membros do corpo docente da Universidade. A Press publica mais de 250 novos livros e quase quatro dúzias de periódicos com várias edições anualmente, nas áreas de humanidades, ciências sociais e ciências naturais, e mantém aproximadamente 4.000 títulos de livros impressos. É também a editora digital das iniciativas de acesso aberto Collabra e Luminos.
A University of California Press publica nos seguintes assuntos: estudos africanos, estudos americanos, mundo antigo (clássicos), antropologia, arte, estudos asiáticos, comunicação, criminologia e justiça criminal, economia, estudos ambientais, estudos de cinema e mídia, comida e vinho, gênero e sexualidade, estudos globais, saúde, história, idioma, estudos latino-americanos, estudos literários e poesia, estudos do Oriente Médio, música, filosofia, política, psicologia, religião, ciências e sociologia.
A Press tem seu escritório administrativo no centro de Oakland, Califórnia, uma filial editorial em Los Angeles e um escritório de vendas em Nova Iorque, e distribui através de escritórios de marketing na Grã-Bretanha, Ásia, Austrália e América Latina. Um Conselho formado por oficiais seniores da Universidade da Califórnia, com sede em Berkeley, é responsável pelas operações da Imprensa e autoriza e aprova todos os manuscritos para publicação. O Comitê Editorial é composto por membros distintos do corpo docente que representam os nove campi da Universidade.
A Press encomendou como fonte corporativa a University of California Old Style, do designer Frederic Goudy, de 1936 a 1938, embora nem sempre use o design.

## Livros notáveis
- Language As Symbolic Action, Kenneth Burke (1966)
- The Teachings of Don Juan: A Yaqui Way of Knowledge, Carlos Castaneda (1968)
- Technicians of the Sacred: A Range of Poetries from Africa, America, Asia, Europe and Oceania, Jerome Rothenberg (1968; edição do 50° aniversário 2017)
- The Mysterious Stanger, Mark Twain (edição definitiva) (1969, baseado no trabalho publicado pela primeira vez em 1916)
- Basic Color Terms: Their University and Evolution (1969)
- The Making of a Counter Culture, Theodore Roszak (1970)
- Self-Consuming Artifacts: The Experience of Seventeenth-Century Literature, Stanley Fish (1972)
- The Ancient Economy, Moses I. Finley (1973)
- Joana d'Arc: The Image of Female Heroism, Marina Warner (1981)
- Caring: A Feminine Approach to Ethics and Moral Education, Nel Noddings (1984, 2ª edição, 2003)
- Strong Democracy: Participatory Politics for a New Age, Benjamin R. Barber (1984)
- Art in the San Francisco Bay Area, Thomas Albright (1985)
- Religious Experience, Wayne Proudfoot (1985)
- The War Within: America's Battle over Vietnam, Tom Wells (1994)
- George Grosz: An Autobiography, George Grosz (traduzido por Nora Hodges) (publicado em 1998, escrito em 1946, traduzido em 1955)
- Disposable People: New Slavery in the Global Economy, Kevin Bales (1999)
- Mama Lola: A Vodou Priestess in Brooklyn, Karen McCarthy Brown (2001)
- A Culture of Conspiracy: Apocalyptic Visions in Contemporary America, Michael Barkun (2003)
- Beyond Chutzpah: On the Misuse of Anti-Semitism and the Abuse of History, Norman G. Finkelstein (2005)
- Autobiography of Mark Twain: Volume Um, Mark Twain (2010)

## Programas de acesso aberto na UC Press
Collabra
Collabra é o programa de periódicos de acesso aberto da University of California Press. Atualmente, o programa Collabra publica dois periódicos de acesso aberto, Collabra: Psychology e Elementa: Science of the Anthropocene, com planos para expansão contínua e aquisição de periódicos.
Luminos
Luminos é a resposta de acesso aberto da University of California Press à paisagem monográfica desafiada. Com os mesmos altos padrões de seleção, revisão por pares, produção e marketing de seu programa tradicional de publicação de livros, o Luminos é um modelo transformador, construído como uma parceria em que custos e benefícios são compartilhados.

## Série notável
A University of California Press reimprimiu vários romances da série California Fiction de 1996 a 2001. Esses títulos foram selecionados por seu mérito literário e por sua iluminação da história e da cultura da Califórnia.
- The Ford por Mary Austin
- Thieves' Market por AI Bezzerides
- Disobedience por Michael Drinkard
- Words of My Roaring de Ernest J. Finney
- Skin Deep por Guy Garcia
- Fat City por Leonard Gardiner
- Chez Chance por Jay Gummerman
- Continental Drift por James D. Houston
- The Vineyard por Idwal Jones
- In the Heart of the Valley of Love, por Cynthia Kadohata
- Always Coming Home por Ursula K. Le Guin
- The Valley of the Moon por Jack London
- Home and Away por Joanne Meschery
- Bright Web in the Darkness por Alexander Saxton
- Golden Days por Carolyn See
- Oil! por Upton Sinclair
- Understand This por Jervey Tervalon
- Ghost Woman por Lawrence Thornton
- Who Is Angelina? por Al Young